# Воробьёвы
Воробьёвы — древний новгородско-тверской и московский боярский род и древние (старинные) русские дворянские роды.

## Происхождение и история новгородско-тверского и московского боярского рода
Происхождение древнего боярского рода и его появление в Великом московском княжестве до сих пор окончательно не выяснено.
Одним из представителей московского боярского рода в середине XIV века был боярин Юрий Воробьёв, отмеченный сразу в нескольких летописных источниках Древней Руси. Юрий Воробьёв был отправлен великим московским князем Симеоном Гордым в Царьград для утверждения кандидатуры святителя Алексия на пост митрополита Московского и всея Руси, а также являлся одним из вотчинников древнего подмосковского села Воробьёва ныне известного как Воробьёвы горы. Род прибыл в Москву, очевидно, из Великого Новгорода (через Тверь) в княжение Александра Невского или Даниила Московского вместе с другими именитыми и знатными новгородскими боярскими родами. С достаточно большой уверенностью можно утверждать, что вероятным родоначальником древнего боярского рода Воробьёвых мог быть креститель Великого Новгорода новгородский посадник X века Воробей Стоянович, по прозвищу которого род унаследовал свою фамилию, хотя документального подтверждения этому до настоящего времени нет.
Многие представители древнего московского боярского рода служили боярами, дворянами московскими, жильцами, воеводами, послами и дьяками.

## Известные представители новгородско-тверского и московского боярского рода
- Воробей Стоянович — новгородский посадник в самое первое время после крещения Руси (конец X века), креститель Великого Новгорода[7][8][9][10][11][12]. Вероятный родоначальник древнего боярского рода Воробьёвых (см. также Крещение Новгорода), от прозвища которого род унаследовал свою фамилию.
- Воробьёв Юрий — московский боярин, посол великого князя Симеона Гордого в Царьград к византийскому императору и патриарху Константинопольскому (1352—1353 гг.) для утверждения кандидатуры святителя Алексия на пост митрополита Московского и Всея Руси. Вотчинник подмосковного села Воробьёва (ныне знаменитые московские Воробьёвы горы), принадлежавшего древнему боярскому роду Воробьёвых, впоследствии в XV веке перешедших в собственность великокняжеской семьи[14][15][16][17][18].
- Воробьёв Максим Гаврилович — боярин, вотчинник-своеземец Великого Новгорода после присоединения новгородских земель великим князем Иваном III Васильевичем к Москве (1495—1496 гг.)[19].
- Воробьёв Григорий Александрович (Шемет) — боярин, дьяк великого князя Василия III с марта 1532 года (подьячий с 1514 г.) и царя Ивана IV Грозного. В составе русского посольства участвовал в ратификации договора с Тевтонским орденом (1517 г.)[20][21][22][комм. 5]. В январе 1526 г. по приказу Василия III был назначен в караул у лестницы Западных палат великокняжеского дворца Московского Кремля на время бракосочетания великого князя с Еленой Глинской[23][24][25]. Посол царя Ивана IV Грозного в Волохи, в марте 1542 г. дьяк при встрече литовских послов.
- Воробьёв Дионисий Шеметович — дворянин московский, сын боярина Воробьёва Григория Александровича (Шемета). В 1550 г. был включён царём Иваном IV Грозным в число избранной тысячи дворян как московский сын боярский[26].
- Воробьёв Василий Александрович (ск. 30.05.1563 г.) — владычный боярин, дьяк (с 1526 г.) и ближайший сподвижник митрополита Макария[21][27][28]. Брат боярина Воробьёва Григория Александровича (Шемета). Погребён в Богоявленском монастыре города Москвы.
- Воробьёв Симеон Александрович — владычный боярин, дьяк митрополита Макария[29][комм. 6]. Брат боярина Воробьёва Григория Александровича (Шемета).
- Воробьёв Иван (Александрович?) — волковысский боярин Великого княжества Литовского (1528 г.)[30].
- Воробьёв Калина Симеонович — боярин царя Ивана IV Грозного.
- Воробьёв Андрей — опричник царя Ивана IV Грозного (1573 г.)[31].
- Воробьёв Никита Дмитриевич — воевода бельский (1618—1619 гг.) и оскольский (1621 г.)[32]. 3.09.1618 г. за «бельское сидение» вместе с князем Борисом Хилковым был пожалован царём Михаилом Фёдоровичем шубой, кубком и ковшом в Грановитой палате Московского Кремля.
- Воробьёв Иван Дмитриевич — воевода брянский (1618—1619 гг.).
- Воробьёв Иван — осадный арзамаский голова (1635 г.). В челобитной на имя царя Михаила Фёдоровича просит прислать с гонцом из Москвы вновь назначенному арзамасскому воеводе грамоту, подтверждающую свои полномочия. На оборотной стороне челобитной И. Воробьёва стоит резолюция царя: "Грамоту дать". Государева грамота послана арзамасскому воеводе в апреле 1635 г., в которой написано: "... и как к тебе ся наша грамота придёт, и ты б Ивану Воробьёву велел у нашего дела в Арзамасе в осадных головах быть по-прежнему"[33].
- Воробьёв Л.Ф. — жилец на Москве 1624/25 гг. с поместьями, сын боярский[34].
- Воробьёв Никита Фёдорович — жилец на Москве, кашинский сын боярский с поместьями, в 1638 г. имел двор на Ильинке в Китай — городе Москвы[35][36].
- Воробьёв Ермолай Антонович — боярин, дьяк Рейтарского (1656 г.), Судного (1665 г.), Печатного (1674 г.) и Большой Казны Приказов (1676 г.)[21][37]. В июле 1656 г. «был у встречи цесарских послов в Полоцке с государем». Также дьяк Великого Новгорода (1671—1672, 1677—1681 гг.). Дважды включён в Боярские книги по жилецким спискам на Москве[38].

## Известные владения новгородско-тверского боярского рода

### Воробьёво (Большое, Малое и Объезжее) Тверской области
Большое Воробьёво, Малое Воробьёво и Объезжее Воробьёво Тверской области — бывшие родовые вотчины бояр Воробьёвых, носящие их имя. Рядом с одним из них, расположенным вблизи от левобережья реки Сучок (правый приток реки Медведицы), находятся курганный и курганно-жальнический могильники, датируемые археологами по найденному здесь инвентарю XI — XIII веками.

## Известные владения московского боярского рода

### Воробьёво (Москва)
Воробьёво — бывшая родовая вотчина бояр Воробьёвых с начала XIV до середины XV вв., расположенная на юго-западе современной Москвы, на Воробьёвых горах и носящая их имя.
С середины XV века село Воробьёво переходит в собственность великокняжеской семьи и становится излюбленным местом отдыха великих князей и царей московских, великокняжеской и царской летней резиденцией, однако сохранила за собой название своих первых владельцев бояр Воробьёвых вплоть до середины XX века.

### Воробьёво (Московская область)
Воробьёво — бывшая родовая вотчина бояр Воробьёвых на вершине покатого холма у берега реки Рожай в ныне Подольском районе Московской области.
Также как и царская резиденция село Воробьёво, имеет своё название по имени первоначальных владельцев бояр Воробьёвых, в дальнейшем с XVII века перешедшее в собственность других дворянских родов: Зиновьевых, Татищевых, Ершовых, хотя при этом сохранила своё первоначальное название.

### Шеметово (Московская область)
Шеметово — село в Сергиево-Посадском районе Московской области.
Как полагают исследователи, носит имя боярина и дьяка великого князя Василия III и царя Ивана IV Грозного Воробьёва Григория Александровича Шемета по его прозвищу Шемет.

## Дворянские роды Воробьёвых в XVII — XX веках
Пять старинных (древних) русских дворянских родов:
1) от Семёна Фёдоровича Воробьёва и его сына Калины, вёрстанного поместьем в 1673 г.; их потомство записано в VI части родословной книги Тверской губернии. — 2) от Ивана Мелентьевича Воробьёва, жалованного поместьем и денежным окладом в 1652 г.; записан в VI части родословной книги Курской губернии. — 3) От костромитянина Семёна Васильевича Воробьёва (1662). Записан в VI части родословной книги Костромской губернии. — 4) От рейтара Ивана Ивановича Воробьёва, вёрстанного поместьем в 1690 г., и 5) от Дмитрия и Никиты Алексеевичей Воробьёвых (1670); записан в VI части родословной книги Вологодской губернии. Последние три рода, за недостаточностью представленных доказательств, Герольдией не утверждены в древнем дворянстве. Есть ещё ряд дворянских родов Воробьёвых более позднего происхождения (II и III частях родословной книги).
В настоящий момент можно с полной уверенностью сказать, что тверские и курские дворяне являлись потомками древнего московского боярского рода, поскольку их представители включены в Боярские Книги, а также костромские. По остальным родам в настоящий момент таких данных пока нет.
Дворяне Воробьёвы внесены в Родословные книги Астраханской, Виленской, Области Войска Донского, Вологодской, Екатеринославской, Костромской, Курской, Московской, Новгородской, Оренбургской, Орловской, Санкт-Петербургской, Саратовской, Симбирской, Смоленской, Тверской, Херсонской и Ярославской губерний Российской Империи.

## Описание гербов

### Герб Григория и Ивана Воробьёвых
- Герб пожалован Григорию Воробьёву, майору, и Ивану Воробьёву, подпоручику

Герб Воробьёвых внесён в Часть 3 Сборника дипломных гербов Российского Дворянства, невнесённых в Общий Гербовник, стр. 64.
В верхней малой части щита в голубом поле изображена золотая шестиугольная звезда. В нижней пространной части в красном поле две золотые шестиугольные звезды и между ними на серебряном поле означены горизонтально три городовые стены, на коих находится сабля остроконечием обращённая вверх. Щит увенчан дворянскими шлемом и короною с тремя страусовыми перьями. Намёт на щит голубой, подложенный золотом.

### Герб Егора Воробьёва
- Герб пожалован Егору Воробьёву, подполковнику

Герб Воробьёвых внесён в Часть 3 Сборника дипломных гербов Российского Дворянства, невнесённых в Общий Гербовник, стр. 63.
В лазуревом щите серебряный журавль с червлёными клювом, глазами и ногами, держащий в правой лапе золотой камень. Щит увенчан дворянскими шлемом и короною. Нашлемник — рука в лазуревых латах и золотой перчатке, держащая серебряную кирку. Намёт лазуревый с серебром.

## Известные представители дворянских родов Воробьёвых
- Воробьёв Юрий Петрович — вяземский дворянин (1638 г.)[36]
- Воробьёв Иван Матвеевич — кашинский дворянин (1638 г.)[36]
- Воробьёв Тимофей Матвеевич — кашинский дворянин (1638 г.)[36]
- Воробьёв Семён Фёдорович — кашинский дворянин (1638 г.)[36]
- Воробьёв Любим Макарьевич — костромской дворянин (1638 г.)[36]
- Воробьёв Василий Макарьевич — костромской дворянин (1638 г.)[36]
- Воробьёв Нефёд Иванович — жилец на Москве, орловский сын боярский (1679—1680 гг.)[44] (из курских дворян).
- Воробьёв Максим — дьяк вологодского архиепископа (12.03.1703 г.)[49] (вероятно из вологодских дворян).
- Воробьёв Матвей Александрович — подполковник, командир (21.11.1797 — 04.01.1800) и первый шеф 4-го егерского полка в швейцарском походе русской армии корпуса А. М. Римского-Корсакова (1798 г.)[50][51] (пока принадлежность неизвестна).
- Воробьёв Степан — полковник, участник Отечественной войны 1812 года и Наполеоновских войн. 19 декабря 1829 года награждён орденом св. Георгия 4-й степени (№ 4329 по кавалерскому списку Григоровича — Степанова). С 11.03.1825 — ?.?.1827 — командир 2-й поселенной бригады 2-й гренадёрской дивизии (числился в 5-м карабинерном полку) (пока принадлежность неизвестна).
- Воробьёв Модест Евграфович (1.12.1810 — 18?) — поручик, предводитель Бежецкого уездного дворянского собрания Тверской губернии[41][52] (из тверских дворян). Принял самое деятельное участие в деле освобождения крестьян от крепостного права в 1861 году. Предложил систему капитализации и выкупа тверскими крестьянами кадастровых земель у крепостников, причём её приняло Правительство всей Российской Империи, несколько изменив редакцию[53].
- Воробьёв Вячеслав Евграфович (17.05.1845 — 19?) — действительный статский советник, инженер путей сообщения[54] (из тверских дворян; фото см. ниже).
- Воробьёв Сергей Евграфович (1917) — известный сеттеровод, автор книги «Ирландский красный сеттер в России за тридцатилетний период его разведения»[55]. Помещик с. Уницы Тверской губернии, брат Воробьёва Вячеслава Евграфовича (из тверских дворян).
- Воробьёв Иван Дмитриевич — инженер-генерал-майор (1851). Дочь Аграфена Ивановна замужем за надворным советником, капитаном флота 2-го ранга Львом Николаевичем Языковым[56][57] (вероятно из херсонских дворян?).
- Воробьёв Яков Евстафьевич — войсковой старшина, 26 ноября 1856 года награждён орденом св. Георгия 4-й степени (№ 9996 по кавалерскому списку Григоровича — Степанова) (пока принадлежность неизвестна).
- Воробьёв Яков Яковлевич (19.12.1792 — 31.05.1869) — генерал-лейтенант, командир 3-го Смоленского Уланского Императора Александра III полка (01.09.1839 — 22.05.1848), наказной атаман войска Сибирского (1851—1856). 1 декабря 1838 года в чине полковника награждён орденом св. Георгия 4-й степени (№ 5712 по кавалерскому списку Григоровича — Степанова)[41][57] (из костромских дворян).
- Воробьёв Александр Иванович (†19.02.1871) — генерал-майор (1863)[57] (пока принадлежность неизвестна).
- Воробьёв Иван Григорьевич (1802—1863) — полковник лейб-гвардии Уланского Её Императорского Величества полка[58] (вероятно из тверских дворян? — см. герб Воробьёва Ивана Григорьевича).
- Воробьёв Александр Александрович (†28.04.1908) — действительный статский советник, товарищ обер-прокурора Гражданского кассационного департамента Сената[58] (из тверских дворян — см. герб Воробьёва Ивана Григорьевича).
- Воробьёв Георгий Григорьевич (1823 — 29.06.1880) — действительный статский советник (из тверских дворян).
- Воробьёв Фёдор Степанович (10.10.1844 — 1918) — генерал-майор (1906)[57]. Награды: Св. Стананислава 3-й ст. (1870), Св. Анны 3-й ст. (1873), Св. Стананислава 2-й ст. (1875), Св. Анны 2-й ст. (1878), Св. Владимира 4-й ст. с надписью «25 лет» (1889) (из оренбургских дворян)[59].
- Воробьёв Николай Михайлович — генерал-лейтенант, участник русско-турецкой войны 1877—1878 годов, герой Первой мировой войны. 31 марта 1916 года награждён Георгиевским оружием, 3 декабря 1916 года — орденом св. Георгия 4-й степени[57] (пока принадлежность неизвестна).
- Воробьёв Иван Васильевич — подполковник, уездный воинский начальник Лодейнопольский (1909)[60] (пока принадлежность неизвестна).
- Воробьёв Андрей Сергеевич (30.11.1861 — 18.01.1917) — генерал-майор (23.07.1916), участник русско-японской войны, герой Первой мировой войны, командир бригады 65-й пехотной дивизии (23.07.1916 — 3.02.1917). 3.02.1917 года исключён из списков в связи со смертью, кавалер орденов: Св. Владимира IV ст. с бантом (1907), Св. Анны IV ст. (1905), III ст. с мечами и бантом (1905), II ст. (1912), Св. Станислава II ст. (1909), Св. Георгия IV ст. (24.05.1916)[57] (пока принадлежность неизвестна).
- Воробьёв Николай Сергеевич (10.04.1895 — 11.02.1984) — полковник, герой Первой мировой войны, кавалер орденов: Св. Станислава III ст. с мечами и бантом (1916), Св. Анны IV ст. с надписью «за храбрость» (1916), Св. Георгия IV ст. (10.09.1916) (пока принадлежность неизвестна).
- Воробьёв Алексей Дмитриевич (17.03.1905 — 1990?) — полковник Красной Армии. В середине 1920-х годов окончил Фрунзенскую военную академию. До 1944 года — сотрудник Главного разведывательного управления Генерального штаба Красной Армии. С 1944 г. — начальник штаба 2-й корпусной артиллерийской "Могилёвской" Краснознамённой бригады РГК. Великую Отечественную войну 1941-45 гг. закончил в Германии. После окончания войны — преподаватель Фрунзенской военной академии. Кавалер трёх орденов Красного Знамени (1938,1944, 1945), ордена Кутузова III степени (1945), ордена Отечественной войны I степени (1944), ордена Знак Почёта (1938), награждён многими медалями. Скончался в Москве (фото смотреть в фотогалерее)[61].

## Известные имения тверских дворян Воробьёвых

### Домотканово (Тверская область)
Домоткановым Воробьёвы владели с начала XIX века почти столетие. Это одно из старинных поместий тверских дворян Воробьёвых, расположенное в семнадцати километрах от Твери.
Усадьба как хозяйственный объект с барским домом, парком, прудами, ландшафтом и хозяйственными постройками окончательно сформировалась в период владения ею дворянами Воробьёвыми.
Усадьба стоит на холме, прекрасно видна со всех сторон. Большой двухэтажный (с первым кирпичным и вторым бревенчатым этажами) господский дом классической архитектуры, украшенный мощной тосканской колоннадой, поддерживавшей балкон, окружён парком с девятью проточными прудами, цепь которых заканчивается в еловом лесу.
4 ноября 1886 года Домотканово приобрёл у помещика Александра Ивановича Воробьёва художник Владимир Дмитриевич фон Дервиз. С этого времени вплоть до октябрьской революции 1917 года усадьба перешла в собственность дворянского рода Дервизов.
В советское время в 1930-е годы Домотканово было переименовано в Красную Новь.
В настоящее время в Домотканове находится мемориально-художественный музей Валентина Александровича Серова, открытый в 1965 году к столетию со дня рождения художника. Ежегодно, зимой, в парке музея проводятся Рождественские и масленичные гулянья, сопровождаемые народными забавами и потехами, концертами, театральными действами.
Также дворянам Воробьёвым принадлежали имения и поместья, в том числе в Тверской губернии: Никольское, Кузнецово, Воробьёво, Воробьёвка, Лукьяново, Горка, Сивцово, Кобылино, Банево, Карабузино, Немково, Кишкино, Дьяково, Царёво, Уницы (см. ниже) и другие.

### Уницы (Кашинский район)
В XIX — начале XX веков — имение помещиков Воробьёвых. Их стараниями в 1915 году по проекту тверского губернского архитектора В. И. Назарина был построен Храм Живоначальной Троицы в Уницах. Храм кирпичный, трёхпрестольный, в неорусском стиле домонгольского периода. Престолы освящены в честь Живоначальной Троицы, Покрова Божией Матери и святителя Николая.
2000 рублей на строительство храма пожертвовал Государь Император Николай II, 3000 рублей — помещица Мария Евграфовна Тарновская-Воробьёва. При реставрации храма в 90-х годах XX века на месте одного из престолов была найдена медная доска с памятной надписью:
«1910 года мая 16 заложен храм на месте сгоревшего 20 января 1907 года стараниями священника села Униц Отца Михаила Соколова, помещика Униц В.Е. Воробьёва, церковного старосты Михаила Изотова и прихожан села Униц. Для начала постройки послужили три тысячи рублей, пожертвованные Мариею Евграфовною Тарновской, урождённою Воробьёвою, скончавшеюся 1907 года 7 ноября».
Воробьёвы похоронены на местном кладбище у Троицкого храма; сохранились их три захоронения в склепе.
Храм был закрыт в 1960-х годах, вновь возвращён верующим в 1992 году. Ныне действующий храм Тверской епархии.
Троицкий храм в Уницах считается одним из лучших памятников церковного зодчества XX века в Тверском крае, является памятником архитектуры и объектом историко-культурного наследия Тверской области (№ паспорта 4577).

## Фотогалерея
- Воробьёв Н.Д. Около 1908 года
- Часть семьи Воробьёвых. Слева направо: Воробьёв Н.Д., Воробьёва Ал.Д. — мать (в детстве) заслуженного артиста РСФСР Перова В.В.[комм. 9][68], актёра московского театра на Таганке, Воробьёва К.Д., Воробьёв Д.В. 1908 год
- Воробьёв А.Д. Фото 1938 года в связи с награждением орденом "Знак Почёта" для передовицы газеты «Известия»

## Комментарии
1. 1 2  Знаменитое село Воробьёво, расположенное на горах того же названия, также восходит к боярскому роду Воробьёвых, известному в середине XIV в. — См. Тихомиров М. Н. Древняя Москва (XII-XV вв.): Моск. гос. ун-т им. М. В. Ломоносова М.: Изд-во МГУ, 1947. Дата обращения: 31 июля 2013. Архивировано 24 сентября 2015 года.
2. ↑  Прим. В книге под ред. Аверьянова К. А. «История московских районов» (2005 г.) утверждается, что владельцем села Воробьёва был якобы Кирилл Воро́ба. Однако тогда село называлось бы Воро́бино (ударный второй слог) исходя из этимологии его прозвища (вороба — деревянное приспособление для наматывания пряжи, шёлка (Вороба // Толковый словарь живого великорусского языка : в 4 т. / авт.-сост. В. И. Даль. — 2-е изд. — СПб. : Типография М. О. Вольфа, 1880—1882.), мотовило (Толковый словарь русского языка : в 4 т. / гл. ред. Б. М. Волин, Д. Н. Ушаков (т. 2—4) ; сост. Г. О. Винокур, Б. А. Ларин, С. И. Ожегов, Б. В. Томашевский, Д. Н. Ушаков ; под ред. Д. Н. Ушакова. — М. : Государственный институт «Советская энциклопедия» (т. 1) : ОГИЗ (т. 1) : Государственное издательство иностранных и национальных словарей (т. 2—4), 1935—1940.). При этом настоящее название села Воробьёво (ударный третий слог) всегда имело «птичью» этимологию и ни с чем другим никогда не ассоциировалось. Кроме того, в книге не упоминается московский боярин Юрий Воробьёв (1352—1353 гг.) во избежание прямых ассоциаций с селом Воробьёво, что не даёт оснований считать версию автора книги убедительной.
3. ↑  Прим. Село Воро́бино находилось на юго-востоке, а не на юго-западе Москвы недалеко от Новоспасского монастыря, который стоит на месте родовой вотчины бояр Романовых, родоначальником которых был Андрей Кобыла. Кирилл Воро́ба был племянником последнего и, следовательно, их родовые вотчины были рядом.
4. ↑  В книге "Кузьмин А. В. На пути в Москву: очерки генеалогии военно-служилой знати Северо-Восточной Руси в XIII — середине XV в. Т. 1. — М.: Языки славянской культуры, 2014. — С. 282-284. — 336 с. — 500 экз. — ISBN 978-5-9551-0541-3.", Оглавление, Глава 3, § 3.8 — Воробьёвы, автор относит древний боярский род Воробьёвых к Великому княжеству Тверскому, что значительно древнее большинства древних московских боярских родов
5. ↑  Прим. Иногда дьяка Григория Шемета Воробьёва идентифицируют Архивная копия от 19 февраля 2015 на Wayback Machine как Шемета Мотякина (у них одинаковое имя - Григорий и прозвище - Шемет), однако это две разные исторические личности; последний никогда дьяком не был. — См. Указатель личных имён Полного собрания русских летописей: Т.29. Летописец начала царства царя и великого князя Ивана Васильевича. Александро-Невская летопись. Лебедевская летопись. М.: Наука. 1965: (стр. 364 - Шемет Мотякин), (стр. 369 - Шемет Воробьёв Григорий Александров, дьяк - Полное собрание русских летописей: Т.29. Летописец начала царства царя и великого князя Ивана Васильевича. Александро-Невская летопись. Лебедевская летопись. М.: Наука. 1965. Дата обращения: 15 апреля 2014.). В связи с чем никакого отношения к роду Мотякиных дьяк Григорий Александрович Шемет Воробьёв, как и все его братья — дьяки, не имеет; они древнего московского боярского рода Воробьёвых.
6. ↑  В 1542 году по заказу владычного боярина Симеона Александровича в Новгороде была изготовлена шитая хоругвь с изображением святой Софии Премудрости Божией и пелена с изображением Боголюбской Богоматери ("Пречистому образу Твоему поклоняемся…". Образ Богоматери в произведениях из собрания Русского музея. СПб., 1995; Плешанова И. И., Лихачёва Л. Д. Древнерусское декоративно-прикладное искусство в собрании Государственного Русского Музея. Л., 1985. — С. 17, 198–199).
7. ↑  По грамотам царей Ивана и Петра Алексеевичей 25 ноября и 9 декабря 1686 г. Калине Семёновичу, за многую его службу царям Алексею Михайловичу и Фёдору Алексеевичу в войну с Турецким султаном, Крымским ханом и Поляками, пожалован поместный оклад в Кашинском уезде, а по даче 1776 г. имение Калины писано за детьми его: Тимофеем, Ларионом, Максимом и Гавриилом. — См. Чернявский М. П. Генеалогия господ дворян, внесённых в родословную книгу Тверской губернии с 1787 по 1869 г., 1871
8. ↑  Прим. Мария Евграфовна Тарновская (23.05.1844 — 7.11.1907) урождённая Воробьёва была в замужестве за действительным статским советником Тарновским Петром Александровичем (14.04.1842 — 17.06.1894); родная сестра Вячеслава Евграфовича. Дата обращения: 29 апреля 2020. Архивировано 4 июня 2019 года.
9. ↑  Перов Владислав Владимирович — советский и российский актёр театра и кино, заслуженный артист РСФСР. Работал в Калужском областном драматическом театре. Звание заслуженного артиста РСФСР присвоено Указом Президиума Верховного Совета РСФСР от 23.06.1978 г. № 960. После присвоения звания переехал в Москву, где работал в театре на Таганке вместе с Ю.П. Любимовым, В.С. Высоцким, В.С. Золотухиным. Скончался в Москве.